# 室内建築
室内建築（しつないけんちく）とは、東京造形大学造形学部デザイン学科に設けられた専攻領域の一つ。
設立以来より続く、同学独自の視点であり、私達を取り巻く生活空間を、外側から規定するのではなく人を中心に捉えた、内側からの問題として考えようとする方向性がその根底にある。あらゆるところに存在し、人間とものとの関係について思考し、認識する最も基本的な概念である「空間」、それを具現化し社会化する方法や体系を学ぶ手掛かりであり、基本軸となる「建築」、人々の生活をささえ生活空間を形成する、文化そのものでもある「家具」の三つを研究指標として掲げる。